# Ács Tibor (színművész, 1944–2017)
Ács Tibor (Nagyvárad, 1944. február 5. – 2017. március 10.) erdélyi magyar színész.

## Életpályája
1968–1972 között a marosvásárhelyi Szentgyörgyi István Színművészeti Intézet  növendéke. 1972–1977 között a szatmárnémeti Északi Színház tagja, 1977-ben átszerződött Nagyváradra, a mai Szigligeti Színházhoz. Klasszikus vígjátékokban és modern drámákban egyaránt sikerrel szerepelt. Közismert a groteszk és az abszurd humor iránti érzéke. Bohózatokban és zenés vígjátékokban is gyakran játszott. 1990 után játszott a nagyváradi Kiss Stúdió Színházban is.
2009-től betegsége miatt már nem állt többé színpadra.
2012-ben a nagyváradi Szigligeti Színház életműdíjjal jutalmazta.

## Főbb szerepei

### Színpadi szerepei
- Pantalone (Goldoni: Két úr szolgája)
- Szendeffy (Franz und Paul von Schönthan: A szabin nők elrablása)
- Kosztja (Katajev: Bolondos vasárnap)
- Pitlik, Borsos és Z (Csurka István: Az idő vasfoga, Nagytakarítás, Deficit)
- II. Rákóczi György (Kovách A.: Téli zsoltár)
- Papa (Szép Ernő: Vőlegény)
- Kapitány (Dosztojevszkij: Két férfi az ágy alatt)
- Második maszk 	(Marin Sorescu: Édesanyánk)
- Kramer (Tennessee Williams: Nyár és füst)
- Báthori István, nádor (Háy Gyula: Mohács)
- Tevje, tejesember (Sólem Aléchem: Hegedűs a háztetőn)
- Grumio, Petruccio szolgája (William Shakespeare: A makrancos hölgy)
- Csebutkin, Ivan Romanics, katonaorvos (A. P. Csehov: Három nővér)
- Kerekes Ferkó (Kálmán Imre: Csárdáskirálynő)

### Filmszerepei
- Kocsis István: A jegykezelő futása (tévéfilm)
- Barátok közt (2002)